# Fermats sidste sætning
Fermats sidste sætning (også kaldet Fermat-Wiles-sætningen) er et af de mest berømte teoremer i matematikkens historie. Sætningen siger, at:
Det er umuligt at dele et positivt heltal, opløftet til en vilkårlig potens, som er større end 2, i to positive heltal af samme potens.
Udtrykt i en mere formel matematisk notation:
Hvis et heltal {\displaystyle n} er større end 2, så har ligningen {\displaystyle a^{n}+b^{n}=c^{n}} ingen løsning for heltallene {\displaystyle a,b,c\neq 0}
Måske lettere at forstå uden matematisk baggrund:
Hvis man forestiller sig en terning, som er sammensat af et antal små terninger, er det umuligt at sammensætte to hele terninger af samtlige disse småterninger. De bedste løsninger har én småterning for meget, eller mangler én.
På trods af problemets tætte relation til Pythagoras' læresætning, som har uendeligt mange løsninger og hundredvis af beviser, er Fermats subtile variation meget sværere at bevise. Alligevel er problemet i sig selv nemt at forstå, endda for skoleelever, hvilket kun gør det endnu mere frustrerende og muligvis har skabt flere forkerte beviser, end det gælder for noget andet problem i matematikhistorien.
1600-tals-matematikeren Pierre de Fermat skrev i 1637 i sit eksemplar af Claude-Gaspar Bachets oversættelse af Diofants berømte Arithmetica: "Jeg har opdaget et ganske bemærkelsesværdigt bevis for dette, som marginen er for smal til at indeholde." (Oprindelig latin: "Cuius rei demonstrationem mirabilem sane detexi. Hanc marginis exiguitas non caperet.") Imidlertid blev der ikke fundet noget korrekt bevis de følgende 357 år, indtil det endelig blev bevist ved hjælp af avancerede metoder af Andrew Wiles i 1994 (ved at rette en fejl i sit eget fejlslagne bevis fra året før).
Alle Fermats andre teoremer blev bevist eller modbevist, enten af ham selv eller af andre matematikere, i de to århundreder efter deres fremsættelse. Dette teorem var ikke den sidste sætning, som Fermat formodede, men snarere den sidste, der blev bevist.

## En kommentar i en margin
I problem II.8 i sin bog Arithmetica spørger Diofant, hvordan man deler et kvadrattal i to andre kvadrattal (i moderne notation: Givet et rationalt tal {\displaystyle k}, find {\displaystyle u} og {\displaystyle v}, begge rationale, så {\displaystyle k^{2}=u^{2}+v^{2}}) og viser, hvordan man løser problemet for {\displaystyle k=4}. Omkring 1640 skrev Fermat den følgende kommentar (på latin) i marginen til dette problem i hans kopi af Arithmetica (versionen blev udgivet i 1621 og oversat fra græsk til latin af Claude Gaspard Bachet de Méziriac):
| Cubum autem in duos cubos, aut quadratoquadratum in duos quadratoquadratos, et generaliter nullam in infinitum ultra quadratum potestatem in duos eiusdem nominis fas est dividere cuius rei demonstrationem mirabilem sane detexi. Hanc marginis exiguitas non caperet. | (Det er umuligt at dele en tredjepotens i to tredjepotenser, eller en fjerdepotens i to fjerdepotenser, eller generelt, en vilkårlig potens større end 2 i to af de samme potenser. Jeg har opdaget et ganske bemærkelsesværdigt bevis for dette, som marginen er for smal til at indeholde.) |

I moderne notation svarer denne kommentar til den ovennævnte sætning. Fermats eksemplar af Arithmetica er ikke blevet fundet endnu. Omkring 1670 kunne hans søn imidlertid fremvise en ny udgave af bogen forsynet med farens kommentarer, inklusive den ovenstående kommentar, som senere skulle blive kendt som Fermats sidste sætning.
I tilfældet {\displaystyle n=2} vidste både oldtidens kinesere, indere, grækere og babylonere, at den diofantiske ligning {\displaystyle a^{2}+b^{2}=c^{2}} (i forlængelse af Pythagoras' læresætning) har heltallige løsninger som fx (3,4,5) ({\displaystyle 3^{2}+4^{2}=5^{2}}) eller (5,12,13). Disse løsninger er kendt som pythagoræiske talsæt, og der eksisterer uendeligt mange af dem, selv hvis man ser bort fra trivielle løsninger, hvor {\displaystyle a}, {\displaystyle b} og {\displaystyle c} har en fælles divisor (dvs. når hele ligningen bliver ganget med det samme tal). Fermats sidste sætning er en generalisering af dette resultat for større potenser {\displaystyle n}, idet den siger, at der ikke eksisterer en sådan løsning, når eksponenten 2 udskiftes med et større heltal.

## Tidligere forsøg på beviser og beviser af specialtilfælde
Sætningen behøver kun at blive bevist for {\displaystyle n=4} og primtal større end 2. Hvis {\displaystyle n>2} ikke er et primtal eller 4, kan det enten være en potens af 2 eller ikke. I det første tilfælde er tallet 4 en faktor i {\displaystyle n}, og i det andet tilfælde er der et ulige primtal blandt faktorerne. Lad i begge tilfælde {\displaystyle p} være sådan en faktor, og sæt {\displaystyle m=n/p}. Nu kan ligningen udtrykkes som {\displaystyle (a^{m})^{p}+(b^{m})^{p}=(c^{m})^{p}}. Hvis man kan bevise specialtilfældet med eksponent {\displaystyle p}, er eksponenten {\displaystyle n} blot en delmængde af det tilfælde.
Sætningen er blevet bevist for diverse specielle eksponenter gennem årene, men det generelle tilfælde forblev uløst. Det første beviste tilfælde var for {\displaystyle n=4}, som blev bevist af Fermat selv ved hjælp af en særlig form for matematisk induktion, der byggede på et indirekte bevis. Ved brug af en lignende metode beviste Leonhard Euler sætningen for {\displaystyle n=3}. Selvom hans oprindelige metode indeholdt en fejl, har den dannet grundlag for megen forskning i sætningen. Sophie Germain bidrog derefter med en ny tilgang til problemet, der var meget mere generel end forrige strategier. I stedet for at bevise, at der ikke var nogen løsninger for et givent {\displaystyle n}, viste hun, at hvis der var en løsning, måtte en bestemt betingelse være opfyldt. Denne oplysning førte senere til beviset for Fermats sidste sætning, hvor {\displaystyle n=5}. Dette tilfælde blev bevist af Dirichlet og Legendre i 1825 ud fra en generalisering af Eulers bevis for {\displaystyle n=3}. Beviset for det næste primtal, {\displaystyle n=7}, blev fundet 15 år senere af Gabriel Lamé. Desværre var dette bevis relativt langt, og det var usandsynligt, at det kunne generaliseres til højere tal. Derefter begyndte matematikere at vise sætningen for klasser af primtal i stedet for individuelle tal. I 1847 beviste Ernst Kummer, at sætningen var sand for alle regulære primtal, hvilket bl.a. omfatter alle primtal mindre end 100, bortset fra 2, 37, 59 og 67.
I 1977 beviste Guy Terjanian, at hvis {\displaystyle p} er et ulige primtal, og de naturlige tal {\displaystyle x}, {\displaystyle y} og {\displaystyle z} tilfredsstiller {\displaystyle x^{2p}+y^{2p}=z^{2p}}, så må {\displaystyle 2p} gå op i {\displaystyle x} eller {\displaystyle y}.
I 1983 beviste Gerd Faltings Mordells formodning, som medfører, at for et vilkårligt {\displaystyle n>2} er der højest endeligt mange indbyrdes primiske heltal {\displaystyle a}, {\displaystyle b} og {\displaystyle c}, for hvilke det gælder, at {\displaystyle a^{n}+b^{n}=c^{n}}.

## Bevis
I slutningen af 1960'erne opdagede Yves Hellegouarch en forbindelse mellem elliptiske kurver og Fermats sidste sætning. Han benyttede forbindelsen til at bevise resultater angående elliptiske kurver ud fra resultater fra arbejdet med Fermats sidste sætning. Dette fik Gerhard Frey til at få den idé, at Taniyama-Shimura-formodningen medførte Fermats sidste sætning. Formodningen siger, at enhver elliptisk kurve kan blive parametriseret af en rational afbildning med heltallige koefficienter ved hjælp af den klassiske modulkurve; det vil sige, at alle elliptiske kurver også er modulformer. Da Frey foreslog dette, manglede både Taniyama-Shimura-formodningen og hans idé et bevis. For at lave Freys idé til et rigtigt bevis, foreslog Jean-Pierre Serre den såkaldte epsilonformodning, og den blev bevist af Kenneth Alan Ribet i sommeren 1986. Denne sætning sagde, at ethvert modeksempel {\displaystyle a^{n}+b^{n}=c^{n}} til Fermats sidste sætning ville resultere i en elliptisk kurve defineret som {\displaystyle y^{2}=x(x-a^{n})(x+b^{n})}, som ikke ville være på modulform og dermed være i modstrid med Taniyama–Shimura-formodningen. Fermats sidste sætning og Taniyama–Shimura-formodningen var nu kædet sammen af epsilonsætningen; sandheden af Taniyama–Shimura-formodningen ville medføre sandheden af Fermats sidste sætning.

Efter at have hørt om Ribets bevis for epsilonformodningen gik Andrew Wiles, der havde været fascineret af Fermats sidste sætning siden tiårsalderen og havde erfaring med elliptiske kurver, i gang med at bevise Taniyama–Shimura-formodningen og dermed Fermats sidste sætning. Imidlertid gjorde han dette i næsten total hemmelighed – han arbejdede i hele syv år med minimal hjælp udefra – i modsætning til, hvordan det meste matematik udføres nu til dags. I 1993 offentliggjorde Wiles sit bevis i løbet af tre forelæsninger, som han gav ved Isaac Newton Institute for Mathematical Sciences den 21., 22. og 23. juni 1993. Publikum forbløffedes af antallet af idéer og konstruktioner i beviset. Wiles havde gennemgået beviset med en Princeton-kollega, Nick Katz, i forvejen. Alligevel viste det sig, at beviset indeholdt en fejl i en kritisk del, som gav en grænse for ordenen af en bestemt gruppe. Efter syv års arbejde var beviset ugyldigt.
Wiles og hans tidligere studerende Richard Taylor brugte omkring et år på at forsøge at genoplive beviset, hvilket blev fulgt tæt af medierne og det matematiske samfund. I september 1994 lykkedes det dem at korrigere beviset med nogle andre kasserede teknikker, som Wiles havde brugt i nogle tidligere forsøg. Wiles fandt ud af, at han kunne arbejde med dertil hørende Galois-repræsentationer. Under forløbet udviklede han idéer fra Barry Mazur om deformationer af Galois-repræsentationer. Det endelige, korrekte bevis benytter sig af den moderne algebraiske geometris standardiserede konstruktioner, hvilket involverer det matematiske felt skemaer.
Fordi Wiles' bevis hovedsageligt bygger på teknikker udviklet i det 20. århundrede, er de fleste matematikere enige om, at Wiles' bevis ikke er det samme som Fermats bevis. Visse matematikere tror, at Fermat rent faktisk ikke beviste sætningen, eller at hans bevis var fejlagtigt ligesom andre tidlige forsøg. Der er dog også andre matematikere, som tror, at Fermat virkelig beviste sætningen med teknikker fra det 17. århundrede. Selvom Andrew Wiles allerede har bevist, at sætningen er sand, fortsætter visse matematikere, der tror, at Fermat også beviste sætningen, med at lede efter et elementært bevis.

## Lignende ligninger
Mange diofantiske ligninger har en form, der minder om ligningen i Fermats sidste sætning.
Eksempelvis er der uendeligt mange positive heltal {\displaystyle x}, {\displaystyle y} og {\displaystyle z}, således at {\displaystyle x^{n}+y^{n}=z^{m}}, hvor {\displaystyle n} og {\displaystyle m} er vilkårlige indbyrdes primiske naturlige tal.

## En lille intro til dem, der selv vil forsøge
For formlen hxn + hyn = hzn gælder, at h er et heltal større end nul, og x, y og z er indbyrdes primiske med hinanden. Hvis h = 1, er der altså tale om en primisk løsning. Hvis h > 1, så er der tale om en ikke primisk løsning. Da alle de ikke primiske løsninger ikke kan eksistere uden den primiske løsning, kan man nøjes med at bevise, at den primiske løsning ikke eksisterer.
Lad x = a + b og lad y = a – b. For at x og y skal blive indbyrdes primisk, skal a og b vælges indbyrdes primisk, og det ene som et lige tal. Det bevirker, at både x og y bliver ulige tal, og z bliver dermed et lige tal. Hvis a vælges mindre end b, så bliver y negativ, hvilket kan omskrives fra: xn – yn = zn til: xn + zn = yn. Således bliver også ulige + lige = ulige dækket ind. Dette er sandt fordi, som nævnt længere oppe i teksten, er det kun nødvendigt at undersøge de tilfælde, hvor potensen er et ulig primtal. Beviset for n = 4 bliver løst på en hel anden måde; hvilket for øvrigt lykkedes for Fermat selv.
For n = 3 gælder så: (a + b)3 + (a – b)3 = z3, som regnet igennem fører til: 2a(a² + 3b²) = z3. Da a og b er indbyrdes primiske og det ene et lige tal, så vil udtrykket inden i parentesen i alle tilfælde blive et ulig tal, som ikke har fælles faktor med b, og kun fællesfaktoren 3 med a, dersom a er delelig med 3. Udtrykket 2a udenfor parentesen har altså allerhøjest 3 som fællesfaktor med udtrykket inden i parentesen. De 2 udtryk må altså hver især være kubiktal, eller ifald a er delelig med 3, så er 2a et kubiktal delt med 3, og parentesudtrykket et kubiktal gange 3.
Da x + y = (a + b) + (a – b) = 2a, så er det givet, at x + y skal være et kubiktal, eller en tredjedel af et kubiktal, for at det kan lade sig gøre. Hvis b > a fremkommer samme bevis for z – x. Med addendernes underordnede orden, kan man komme frem til det samme for z – y. Det ligger nu fast, at x + y, z – y og z – x kun kan have følgende værdier: 1, 8, 9, 64, 125, 72, 343, 519, 243, 1000, 1331, 576, 2197 osv. Her er nogle eksempler:
- (73 + 33) / (7 + 3) = 37
- (93 + 13) / (9 + 1) = 73
- (113 – 13) / (11 – 1) = 133
- (133 – 33) / (13 – 3) = 217

I alle tilfælde bliver facittet et ulige tal, som ikke yderligere kan deles med 10. Ergo kan de pågældende kubiksammenlægninger ikke give et kubiktal.
- (73 + 53) / (7 + 5) = 39

I dette tilfælde kan der heller ikke deles yderligere med 12, men dog primfaktoren 3. Konklusionen er trods alt den samme.
- (53 + 33) / (5 + 3) = 19

Når det forholder sig anderledes her, skyldes det, at 5 + 3 giver et kubiktal i sig selv. Og man kan ikke umiddelbart udelukke, at facittet ikke bliver et kubiktal; hvilket faktisk forekommer i metoderne ovenover, eksempelvis: (533 + 173) / (53 + 17) = 133
- (53 + 43) / 3(5 + 4) = 7

Her kan deles med 3 udover de 9, altså sammenlagt med kubiktallet 27. Så dette eksempel kan altså først afvises, når man ser på facittet. Selvom mange mulighederne nu er udelukket, er der stadigvæk uendelig mange facitter, der skal ses igennem.
Bemærk: Alle facitter (evt. delt yderligere med 3) modulus 6 giver 1. Kan det udnyttes?
For n = 5 fås: 2a(a4 + 10a²b² + 5b4). Da kun et led er uden a, vil summen i parentesen kun have fælles primfaktor med a, dersom a er delelig med 5, da har de 5, og kun 5, som fælles primfaktor. Konklusionen er som vist for n = 3, at x + y, z – y og z – x kun kan have følgende muligheder: 1, 32, 243, 1024, 625, 7776, 16807, osv. Og så fremdeles med endnu højere ulige primpotenser.

## Populærkulturelle referencer

### Tv og film
- I afsnittet "The Royale" af Star Trek: The Next Generation, siger Kaptajn Picard, at sætningen har været uløst i 800 år. Wiles' bevis blev udgivet fem år, efter afsnittet blev sendt. Dette blev efterfølgende nævnt i et afsnit af Star Trek: Deep Space Nine kaldet "Facets" i juni 1995, hvori Jadzia Dax bemærker, at en af hendes tidligere værtsorganismer, Tobin Dax, havde "den mest originale tilgang til beviset siden Wiles for over 300 år siden." [1] Denne reference blev i almindelighed forstået af fans som en subtil rettelse af "The Royale".
- En sum, der er bevist umulig af sætningen, optræder i The Simpsons-afsnittet "Treehouse of Horror VI". I den 3-dimensionale verden i "Homer3", er ligningen {\displaystyle 1782^{12}+1841^{12}=1922^{12}} synlig, lige idet dimensionen begynder at kollapse. Joken er, at den tolvte rod af summen faktisk giver 1922 på grund af afrundingsfejl, når man skriver det ind på de fleste lommeregnere. Summen på venstresiden af ligningen er lig 2.541.210.258.614.589.176.288.669.958.142.428.526.657, mens højresiden giver 2.541.210.259.314.801.410.819.278.649.643.651.567.616 – mindre end en milliardtedel fra hinanden, men stadig 700.212.234.530.608.691.501.223.040.959 (700 kvadrilliarder) fra. Et andet "modeksempel" bliver vist i et senere afsnit, "The Wizard of Evergreen Terrace": {\displaystyle 3987^{12}+4365^{12}=4472^{12}}. I dette tilfælde går 3 (og 9 for den sags skyld) dog både op i 3987 og 4365, så hele ligningens venstreside må ligeledes kunne deles med 3, men dette er ikke sandt for 4472 og derfor ikke for højresiden.
- Fermats sidste sætning dukker også op i filmen Forhekset med Elizabeth Hurley og Brendan Fraser. Hurley spiller djævelen, som, i en af sine mange former optræder som skolelærer. I denne scene er der skrevet følgende på tavlen bag hende: "Lektie: Bevis {\displaystyle a^{n}+b^{n}=c^{n}}".
- I 1996 lavede John Lynch og Simon Singh for BBC dokumentarfilmen Fermat's Last Theorem, The TV Documentary om Fermats sidste sætning til serien Horizon. Filmen indeholdt 50 minutters samtale mellem matematikere og modtog ros fra kritikerne.